# Forces de Defensa Nacional Etíops
Les Forces de Defensa Nacional Etíops són l'exèrcit d'Etiòpia. Està format per l'Exèrcit de Terra i la Força Aèria Eíop.
Una tercera part de l'exèrcit està format per nenes soldat.